# Kansas City standard
Kansas City standard(KCS), или Byte standart — цифровой стандарт записи информации на компакт-кассету.

## История создания

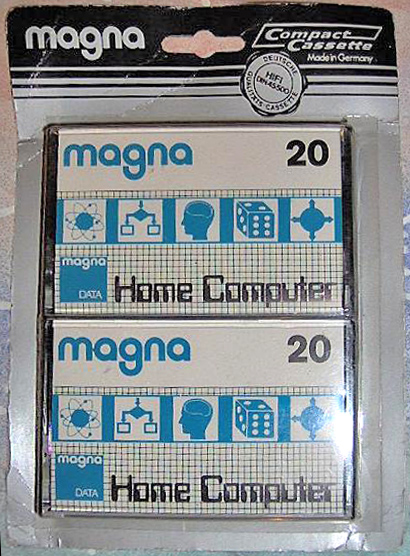
Специализированные кассеты для домашних компьютеров, середина 1980-х

### Первые шаги
Первые микроЭВМ использовали перфоленту для хранения информации. Это было довольно дорогим решением. 
Компьютерный консультант Джерри Огдин предложил использование аудиотонов, записанных на кассету вместо бумажных носителей. Идею он позаимствовал у редактора журнала Popular Electronics Леса Соломона, который также не любил перфоленты. В сентябре 1975 была создана система HITS (Hobbyists' Interchange Tape System), которая использовала две частоты, каждая из которых кодировала «1» или «0» (частотная модуляция). В скором времени другие компании стали создавать свои системы по методу HITS, однако, из-за разных частот они были не совместимы между собой.

### Симпозиум Kansas City
Уэйн Грин, автор журнала Byte, хотел собрать всех производителей вместе и выработать единый стандарт записи на кассету. Местом встречи был избран Канзас-Сити (штат Миссури). К двухдневному обсуждению были привлечены 18 человек. Они решили основываться на разработках Дона Ланкастера (en:Don Lancaster), опубликованных в первом выпуске журнала «Byte». После встречи, Ли Фельштейн (en:Lee Felsenstein) и Гарольд Мош описали стандарт.
Кассетный интерфейс был схож с модемом, подключаемым по последовательному порту. «1» и «0» передавались при помощи звуковых тонов и частотной манипуляции (AFSK). За «0» взяли 4 периода синусоидальных колебаний с частотой 1200 Гц, а за «1» — восемь периодов частотой 2400 Гц. Такой метод записи позволил получить скорость 300 бод. Каждый байт обрамлялся ведущим нулём и двумя замыкающими единицами, то есть расширялся до 11 знаков; коррекция ошибок не предусматривалась. В результате скорость записи и воспроизведения была ограничена 27 байт/c.
В феврале 1976 журнал «Byte» выпустил отчёт о симпозиуме и два примера использования системы. Скорость в 300 бод была достаточно надёжной, однако крайне медленной (простая 8-килобайтная программа могла загружаться около пяти минут).
Как сказал Соломон: «Усилия были напрасны. Не прошло и месяца, а все компании опять вернулись к своим стандартам»
Впоследствии скорость записи-воспроизведения была повышена до 600 и 1200 бод. В зависимости от скорости записи на кассету мог поместиться разный объём данных. Для скорости в 2000 бод на одну сторону 90-минутной кассеты могло поместиться до 660 килобайт.

## Применение

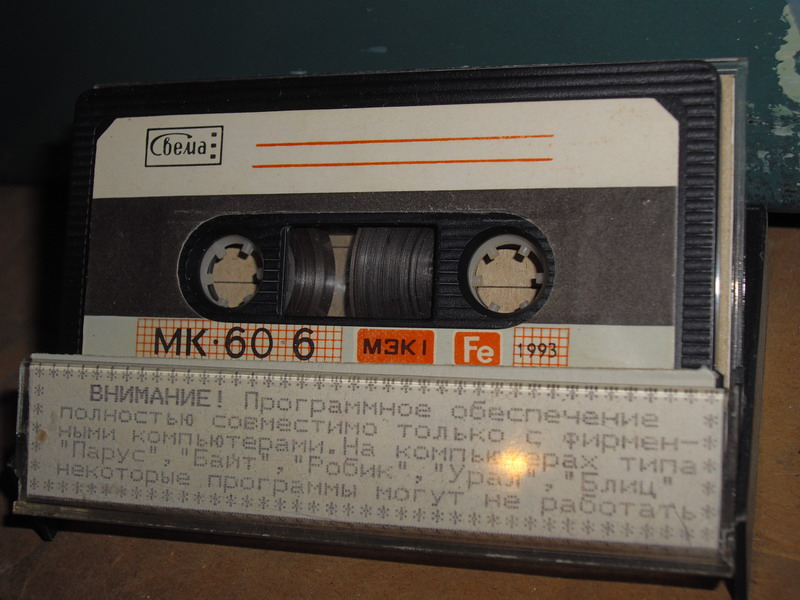
Кассета «Свема» с записями игр для «ZX-Spectrum»

Одним из первых персональных компьютеров, поддерживавшим запись на компакт-кассеты, стал HP 9830 от Hewlett Packard , появившийся в начале 1970-х годов. 
Большинство ранних (конец 1970-х — начало 1980-х) домашних компьютеров поддерживало стандарт KCS в качестве альтернативы дорогим дискетам и даже первая версия IBM PC образца 1981 года имела вывод для подключения кассетного проигрывателя и команды во встроенном IBM BASIC для управления им. Другие компьютеры, как например Commodore, не имели такого интерфейса, для записи использовался специальный магнитофон Commodore Datasette.
Среди игровых консолей второго и третьего поколения, как правило, потребность в сохранении данных пользователей отсутствовала. Отдельные производители выпускали специализированные рекордеры на базе компакт-кассет (например, Famicom Data Recorder от Nintendo), которые использовались для сохранения программ на одном из диалектов BASIC и игровых состояний ограниченного числа игр.
Так как KCS в итоге не получил статуса промышленного стандарта, в качестве формата записи данных на кассеты обычно использовались вариации на базе частотной модуляции со скоростями записи от 500 до 2000 бит/с. На скорости 2000 бит/с на одну сторону 90-минутной кассеты можно было записать до 660 килобайт информации.

С удешевлением производства дискет, компакт-кассеты постепенно вытеснялись в качестве основного средства хранения информации для домашних компьютеров. К середине 1980-х годов в США большинство программ распространялось уже на дискетах, однако в других странах, где распространение домашних компьютеров было велико, использование кассет всё ещё было значительным, например в Великобритании, где был популярен ZX Spectrum. В таких странах формат записи на кассеты был настолько популярен, что некоторые радиостанции распространяли в эфире программы, для записи на обычные магнитофоны и последующего использования на компьютерах.

## Стримерные кассеты

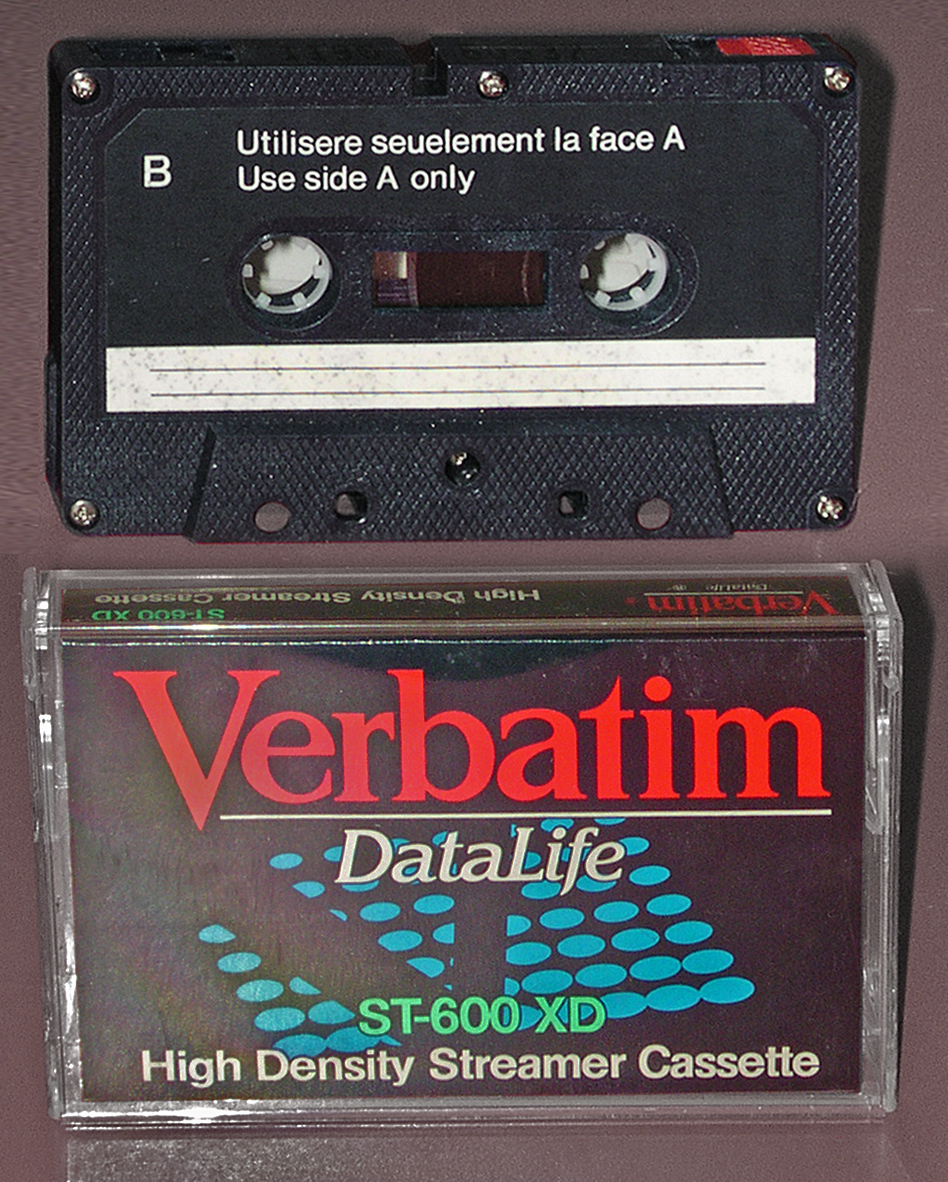
Стримерная кассета для хранения данных

Использование более продвинутых методик модуляции (Квадратурная фазовая манипуляция) в сочетании с улучшенными полосой пропускания и отношением сигнал/шум в новых лентах позволили значительно увеличить полезный объём (до 60 мегабайт) и скорость записи стандартной кассеты (до 10—17 кбит/с), что привело к появлению специализированного формата стримерных кассет (D/CAS). Этот формат использовался только для записи данных и применялся преимущественно для резервного копирования. Подобные кассеты были односторонними, так как для записи использовалась вся ширина ленты, поэтому контрольная выемка, защищающая кассету от перезаписи, была всего одна или её не было вовсе. Стримерные кассеты могли содержать в себе от 250 килобайт до 600 мегабайт данных. 
Позднее этот формат эволюционирует в отдельный стандарт стримерных устройств и носителей к ним.